# Tennō-ji (Tokio)
Tennō-ji (jap. 天王寺) – świątynia buddyjska szkoły tendai w dzielnicy Yanaka w Tokio (okręg specjalny Taitō), w Japonii.

## Opis
Świątynia jest położona w rogu rozległego cmentarza Yanaka w otoczeniu przyrody. Jest jedną z najbardziej znanych, starych świątyń w Tokio. Staroświecki pawilon główny jest wzorowany na świątyni Jūrin-in w Nara. Z tyłu znajduje się Jōzen-dō (sala wykładowa) ukończona w 1998 roku oraz Kyaku-den (sala gościnna).
Obiektami kultu są posągi Amidy Nyorai oraz Bishamontena jako jednego z Yanaka Shichi-fukujin (siedmiorga bogów szczęścia).

## Historia
Tennō-ji była pierwotnie świątynią sekty buddyzmu Nichirena. W późnym okresie Kamakura (1185/1192–1333) lokalny władca zbudował krytą strzechą chatę ku czci Nichirena, który zatrzymywał się tu w swoich podróżach.
W 1700 roku siogunat zezwolił na organizowanie loterii w celu utrzymania świątyni i wraz ze świątynią Ryūsen-ji (inaczej Meguro Fudō) i chramem Yushima Tenjin (Tenman-gū), zaliczono ją do jednego z trzech bogactw Edo.
Podczas wojny boshin (1868–1869), teren świątyni stał się obozem sił siogunatu biorących udział w bitwach z armią rządową.
Polityka nowego rządu Meiji polegająca na oddzieleniu shintō od buddyzmu spowodowała silny ruch antybuddyjski w całej Japonii. Mimo tego kolejni kapłani przywracali znaczenie świątyni i odbudowywali ją po zniszczeniach.

## Galeria

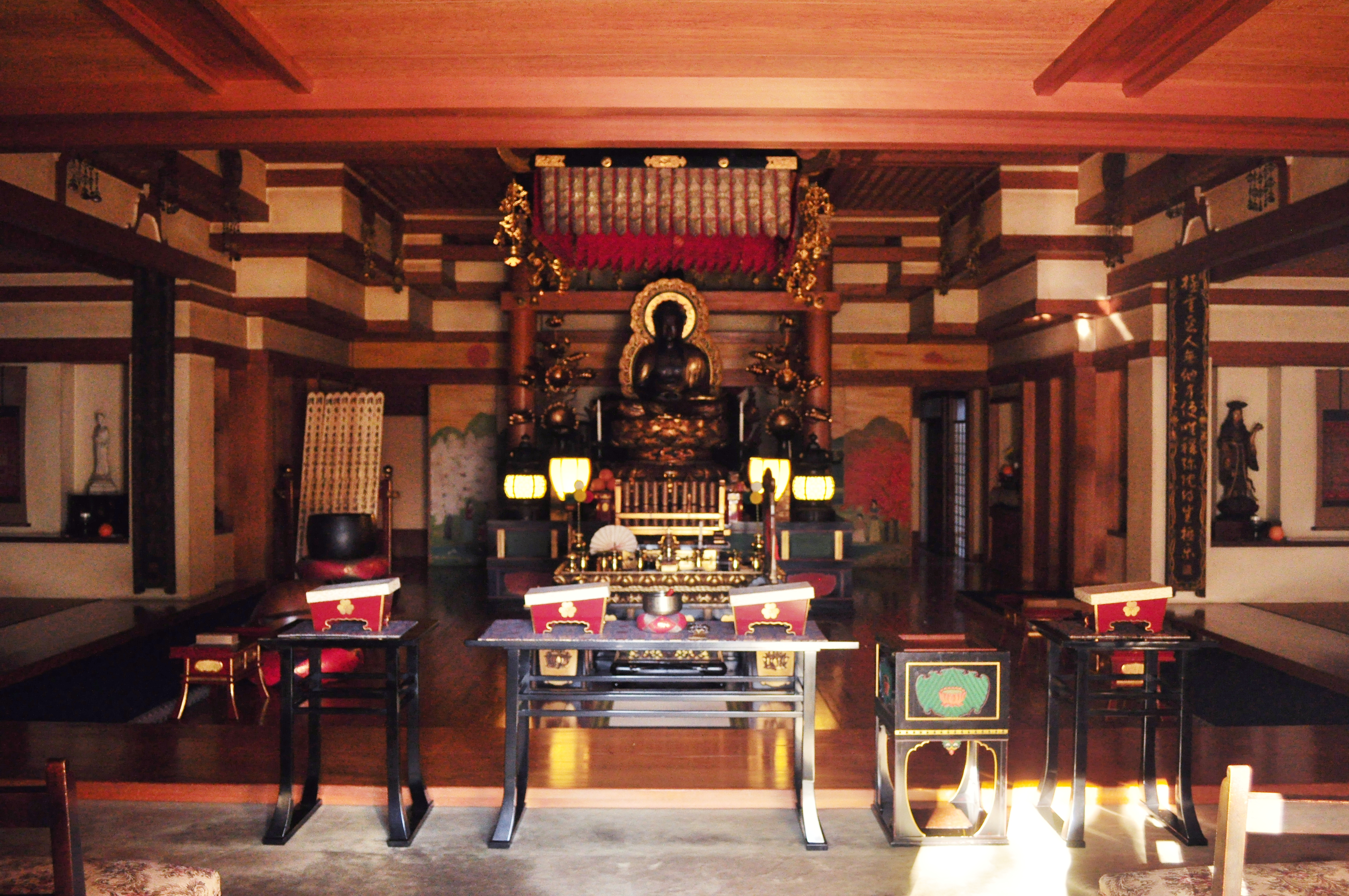
Ołtarz główny
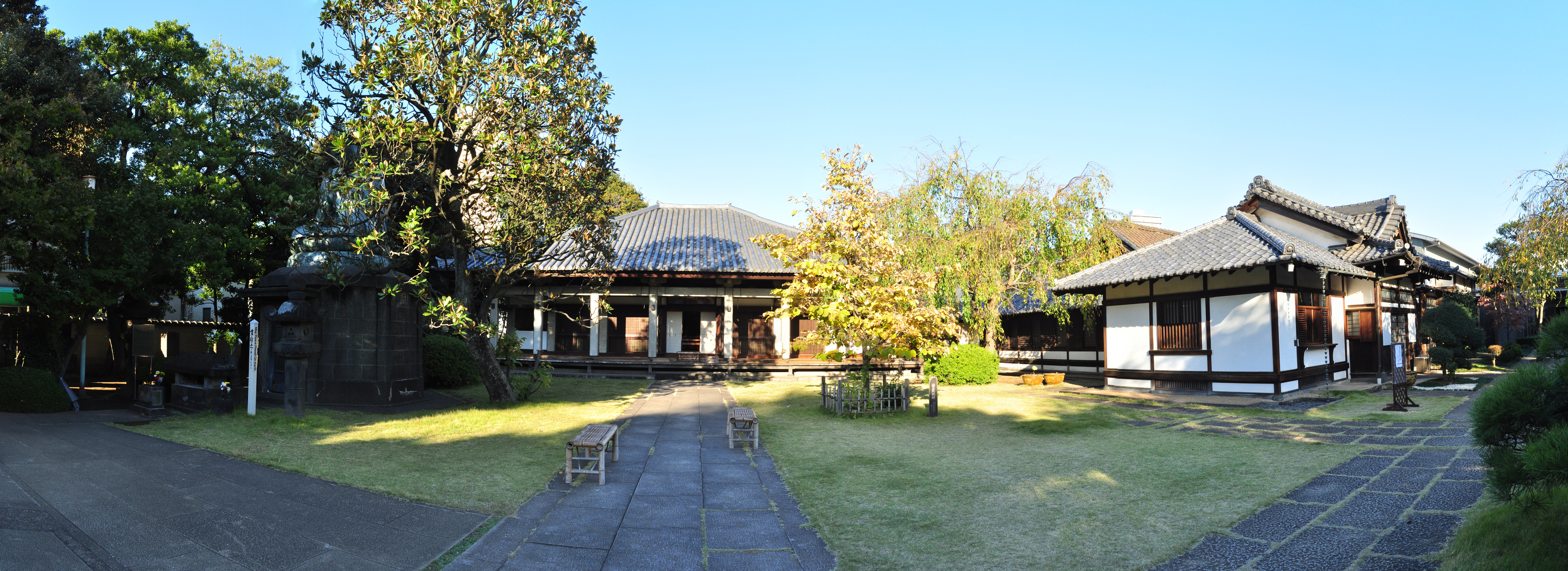
Tennō-ji
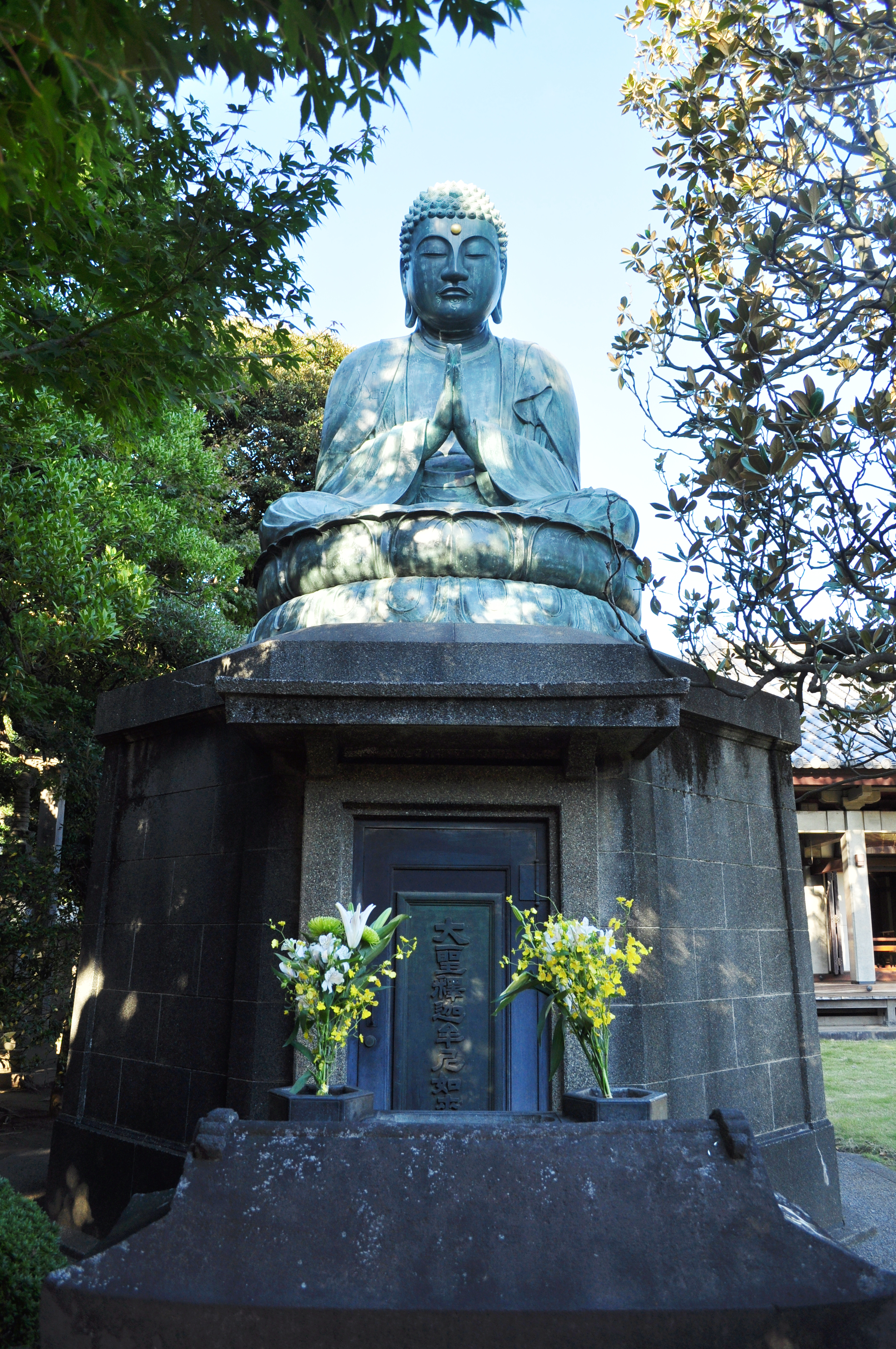
Posąg Buddy